# Chippis
Chippis é uma comuna da Suíça, no Cantão Valais, com cerca de 1.541 habitantes. Estende-se por uma área de 2,0 km², de densidade populacional de 770 hab/km². Confina com as seguintes comunas: Chalais, Saint-Luc, Sierre. 
A língua oficial nesta comuna é o Francês.